# Histoire des Philippines (1965–1986)
Pour les articles homonymes, voir Histoire des Philippines (homonymie).
 (septembre 2022).
La mise en forme du texte ne suit pas les recommandations de Wikipédia : il faut le « wikifier ».
Les points d'amélioration suivants sont les cas les plus fréquents :
- Les titres sont pré-formatés par le logiciel. Ils ne sont ni en capitales, ni en gras.
- Le texte ne doit pas être écrit en capitales (les noms de famille non plus), ni en gras, ni en italique, ni en « petit »…
- Le gras n'est utilisé que pour surligner le titre de l'article dans l'introduction, une seule fois.
- L'italique est rarement utilisé : mots en langue étrangère, titres d'œuvres, noms de bateaux, etc.
- Les citations ne sont pas en italique mais en corps de texte normal. Elles sont entourées par des guillemets français : « et ».
- Les listes à puces sont à éviter, des paragraphes rédigés étant largement préférés. Les tableaux sont à réserver à la présentation de données structurées (résultats, etc.).
- Les appels de note de bas de page (petits chiffres en exposant, introduits par l'outil «  Source ») sont à placer entre la fin de phrase et le point final[comme ça].
- Les liens internes (vers d'autres articles de Wikipédia) sont à choisir avec parcimonie. Créez des liens vers des articles approfondissant le sujet. Les termes génériques sans rapport avec le sujet sont à éviter, ainsi que les répétitions de liens vers un même terme.
- Les liens externes sont à placer uniquement dans une section « Liens externes », à la fin de l'article. Ces liens sont à choisir avec parcimonie suivant les règles définies. Si un lien sert de source à l'article, son insertion dans le texte est à faire par les notes de bas de page.
- La présentation des références doit suivre les conventions bibliographiques. Il est recommandé d'utiliser les modèles {{Ouvrage}}, {{Chapitre}}, {{Article}}, {{Lien web}} et/ou {{Bibliographie}}. Le mode d'édition visuel peut mettre en forme automatiquement les références.
- Insérer une infobox (cadre d'informations à droite) n'est pas obligatoire pour parachever la mise en page.

Pour une aide détaillée, merci de consulter Aide:Wikification.
Si vous pensez que ces points ont été résolus, vous pouvez retirer ce bandeau et améliorer la mise en forme d'un autre article.
 (septembre 2022).
Si vous disposez d'ouvrages ou d'articles de référence ou si vous connaissez des sites web de qualité traitant du thème abordé ici, merci de compléter l'article en donnant les références utiles à sa vérifiabilité et en les liant à la section « Notes et références ».
1965–1986
L'histoire des Philippines, de 1965 à 1986, couvre la présidence de Ferdinand Marcos. L'ère Marcos comprend les dernières années de la Troisième République (1965-1972), les Philippines sous la loi martiale (1972-1981) et la majorité de la Quatrième République (1981-1986). À la fin de la dictature de Marcos, le pays connaissait une crise de la dette, une extrême pauvreté et un grave sous-emploi. 

## L'administration Marcos (1965-1972)

### Début du mandat
En 1965, Ferdinand Marcos remporte l'élection présidentielle et devient le 10e président des Philippines. Son premier mandat a été marqué par une industrialisation accrue et la construction d'infrastructures à l'échelle nationale, y compris la création de l'autoroute North Luzon et la poursuite de l'autoroute Maharlika (autoroute pan-philippine).

En 1968, le sénateur Benigno Aquino Jr. a averti que Marcos était sur la voie d'établir "un État de garnison" en "gonflant le budget des forces armées", en chargeant l'establishment de la défense avec des "généraux en surnombre" et en "militarisant nos bureaux gouvernementaux civils". Il s'agissait de commentaires prémonitoires à la lumière d'événements qui se produiraient au cours de la décennie suivante. 

## Fin du régime de Marcos
Le résultat frauduleux n'a pas été accepté par Aquino et ses partisans. Des observateurs internationaux, dont une délégation américaine dirigée par le sénateur Richard Lugar, ont dénoncé les résultats officiels. Le général Fidel Ramos et le ministre de la Défense Juan Ponce Enrile ont alors retiré leur soutien au gouvernement, faisant défection et se barricadant à l'intérieur de Camp Crame[Où ?]. Cela a abouti à la révolution pacifique EDSA[Quoi ?] de 1986, qui a conduit Marcos à s'exiler à Hawaï et Corazon Aquino est devenu le 11e président des Philippines le 25 février 1986.
Sous Aquino, les Philippines allaient adopter une nouvelle constitution, mettant fin à la Quatrième République et inaugurant la Ve République.